# La Bonne Copine

La Bonne Copine est un téléfilm français, réalisé par Nicolas Cuche, diffusé le 23 novembre 2005 sur TF1.

## Synopsis
Juliette, journaliste pour un magazine féminin, et Vincent, éditeur, se sont rencontrés sur Internet. Depuis quelques semaines, ils passent leurs soirées à discuter ensemble. Ils ne se sont donc jamais vus. Quand Vincent lui propose de s'échanger leurs photos, Juliette panique et elle envoie la photo de Chloé, sa meilleure amie. Vincent rencontre Chloé par hasard dans la rue en la prenant pour Juliette. La jeune femme l'envoie promener. Commence alors un incroyable quiproquo. Juliette et Chloé ne pourront bientôt plus contrôler leur mensonge.

## Fiche technique
- Scénario :
- Pays :  France
- Production : Paul Fonteyn et Patrick Vandenbosch
- Musique : Nicolas Richard
- Son : Pierre Gauthier
- Durée : 90 minutes

## Distribution
- Mimie Mathy : Juliette Laroche
- Robin Renucci : Vincent
- Élise Tielrooy : Chloé
- Thierry Neuvic : Antoine
- Jean-Michel Noirey : Valentin
- Annick Alane : Rose
- Audrey Fleurot : Charlotte Lavigne
- Eric Viellard : Franck
- Bernard Lanneau : Arnaud
- Eric Taraud : Le prof de yoga